# First Peoples National Party of Canada

Parteilogo

Die First Peoples National Party of Canada (FPNPC) war eine politische Partei in Kanada, die von 2004 bis 2013 bestand. Sie vertrat hauptsächlich die Indianer Kanadas, die dort als First Nations oder First Peoples, bzw. Premières Nations bezeichnet werden.
Ihre Kandidaten stellt die Partei vor allem in denjenigen Regionen auf, die durch einen hohen Anteil an Wahlberechtigten der First Nations gekennzeichnet sind.
Sie hielt ihr erstes Organisationstreffen im Oktober 2004 in Sault Ste. Marie in Ontario ab. Beinahe gleichzeitig organisierte sich die Aboriginal Peoples Party of Canada im Sommer des Folgejahres. Beide Parteien arbeiteten erfolgreich an ihrer Anerkennung und betrieben die Vereinigung. Der neue Name der Partei sollte von den Mitgliedern bestimmt werden.
Interim-Vorsitzende war Barbara Wardlaw aus dem Gründungsort. Insgesamt stellte die Partei bei der Wahl von 2006 fünf Kandidaten in Alberta, British Columbia und Ontario auf. Unter ihnen war Brendan Cross, ein 30-jähriger Angehöriger der Saulteaux First Nation bei North Battleford in Saskatchewan, der in einer nicht-indigenen Familie aufgewachsen war. Er war schon Mitgründer der First Nations Party of Saskatchewan.
Bei der Wahl von 2006 erhielt die Partei 1201 Stimmen. Die fünf Kandidaten waren John Malcolm (u. a. Interim-Häuptling der Wood Buffalo First Nations, British Columbia), Don Roberts (Cariboo/Prince George in British Columbia), William Morin (Michipicoten First Nation in Ontario), Guy Dumas (Sault Ste. Marie, Ontario) und Doug Dokis (Anishinabe, Calgary).
In den meisten Punkten unterstützte die Partei die Assembly of First Nations und orientierte sich hinsichtlich der Autonomieforderungen ausdrücklich am Status von Trentino-Südtirol und Aostatal in Italien, an Neukaledonien, Nordirland und Grönland.